# Bâtiment Alcide de Gasperi
Le bâtiment Alcide de Gasperi est un gratte-ciel situé à Luxembourg-ville, dans le sud du Luxembourg. Haut de 77 m et comptant 23 étages, il était le plus haut bâtiment du Luxembourg. Actuellement, il s'agit du cinquième bâtiment le plus haut du Luxembourg. Il est situé au Kirchberg, au nord-est de la ville. 
Il porte le nom de l'homme d'État italien Alcide De Gasperi (1881-1954).